# Antonio Fosson
Antonio Fosson (pron. fr. AFI: [fosɔ̃]) (Ivrea, 11 ottobre 1951) è un politico italiano, già senatore per l'Union Valdôtaine dal 2008 al 2013 e presidente del Consiglio regionale della Valle d'Aosta nel 2018, è stato presidente della Regione autonoma Valle d'Aosta dal 10 dicembre 2018 al 16 dicembre 2019.

## Biografia
Nato a Ivrea ma originario di Ayas, nel 2008 viene eletto senatore per la lista Vallée d'Aoste, composta da Union Valdôtaine, Stella Alpina e Fédération Autonomiste. Fa parte della 12ª Commissione permanente (Igiene e sanità) e della Commissione parlamentare per le questioni regionali.
Prima di diventare senatore è stato dal 2003 al 2008 assessore alla Sanità, Salute e Politiche sociali della Regione Autonoma Valle d'Aosta. Diviene nuovamente assessore alla Sanità nel 2013. Il 7 giugno 2016 rassegna le dimissioni per favorire l'elezione di Laurent Viérin ad assessore alla sanità. Qualche mese dopo lascia l'UV fondando con il collega Claudio Restano il movimento Pour Notre Vallée del quale diventa capogruppo nel marzo 2017.
Alle Elezioni regionali in Valle d'Aosta del 2018 viene rieletto all'interno della lista comune con Stella Alpina. Il 26 giugno 2018 è eletto Presidente del Consiglio regionale della Valle d'Aosta all'inizio della XV legislatura valdostana con 18 preferenze. A ottobre lascia il gruppo "AC-Stella Alpina-Pour Notre Vallée" per aderire, assieme al collega di partito Claudio Restano, al gruppo misto.
Nello stesso mese il suo partito con altri movimenti autonomisti prende le distanze dalla giunta leghista di Nicoletta Spelgatti e collabora alla stesura della mozione di sfiducia nei confronti della presidente. La mozione di sfiducia viene presentata il 5 dicembre 2018 e lo vede candidato come presidente della giunta;  il 10 dicembre 2018, giorno della sua elezione a presidente della Regione. Il 10 dicembre 2018 rassegna le dimissioni dalla carica di presidente del Consiglio e i 18 consiglieri di Union Valdôtaine, Union Valdôtaine Progressiste, Autonomie Liberté Participation Écologie, Stella Alpina e gruppo misto votano la fiducia al suo governo.
La sua giunta, la trentaduesima, risulta così composta:
| Assessore        | Partito             | Incarico                                                                               |
| ---------------- | ------------------- | -------------------------------------------------------------------------------------- |
| Antonio Fosson   | Gruppo misto        | Presidente della Regione                                                               |
| Renzo Testolin   | Union Valdôtaine    | Vicepresidente della Regione Assessore alle Finanze, Attività produttive e Artigianato |
| Luigi Bertschy   | Alliance Valdôtaine | Assessore agli Affari europei, Politiche del lavoro, Inclusione sociale e Trasporti    |
| Albert Chatrian  | Alliance Valdôtaine | Assessore all'Ambiente, Risorse naturali e Corpo forestale                             |
| Chantal Certan   | Alliance Valdôtaine | Assessore all'Istruzione, Università, Ricerca e Politiche giovanili                    |
| Stefano Borrello | Stella Alpina       | Assessore alle Opere pubbliche, Territorio e Edilizia residenziale pubblica            |
| Mauro Baccega    | Union Valdôtaine    | Assessore alla Sanità, Salute e Politiche sociali                                      |
| Laurent Viérin   | Alliance Valdôtaine | Assessore al Turismo, Sport, Commercio, Agricoltura e Beni culturali                   |

Il 14 dicembre 2019 annuncia le dimissioni insieme agli assessori Viérin e Borrello in seguito all’avviso di garanzia ricevuto per scambio elettorale politico-mafioso e presunti legami con la 'ndrangheta riguardo alle elezioni regionali del 2018. Dal successivo 16 dicembre, lascia anche il seggio nel Consiglio Regionale della Valle d'Aosta.